# Stena Superfast VII
Die Stena Superfast VII ist eine RoPax-Fähre, die von der schwedischen Stena Line zwischen Belfast und Cairnryan eingesetzt wird.

## Geschichte
Das Schiff wurde 2001 in Kiel bei Howaldtswerke-Deutsche Werft für Superfast Ferries gebaut. 2006 ging sie an ihren neuen Besitzer Tallink über und wird seit 2011 an Stena Line verchartert.
Die Stena Superfast VII wurde als erstes von vier Schiffen ihrer Klasse zusammen mit ihrem Schwesterschiff Superfast VIII 1998 bei HDW bestellt. Am 18. November 2000 fand der Stapellauf statt und sie wurde am 8. Mai 2001 an ihren Besitzer übergeben. Am 17. Mai 2001 nahm sie den Betrieb zwischen Rostock und Hanko auf. Am 12. November 2004 wurde die Superfast VII bei einem Sturm im Hafen von Hanko schwer beschädigt. Am 14. November 2004 fuhr das Schiff zur Werft Luonnonmaan Telakka in Naantali. Am 27. November 2004 konnte sie schließlich den Betrieb wieder aufnehmen.
Am 21. März 2006 verkaufte Superfast Ferries den gesamten Ostseebetrieb mit den Schiffen Superfast VII, Superfast VIII und Superfast IX an Tallink. Die Route wurde am 17. April 2006 geändert, seitdem wurde zusätzlich der estnische Hafen Paldiski angelaufen. Da es aber Probleme mit den Hafenbetreibern gab, wurde die Route bereits im Juni wieder auf Hanko-Rostock geändert. Ab 1. Januar 2007 befuhr das Schiff schließlich die Route Helsinki-Rostock und ab 14. Januar die Route Tallinn-Helsinki-Rostock. Aufgrund steigender Treibstoffkosten und sinkender Passagierzahlen wurde die Route Ende 2008 wieder auf Helsinki-Rostock geändert, sowie eines der drei Schiffe auf dieser Route, die Superfast IX an Marine Atlantic verchartert. Seitdem wurden hier nur noch die Schiffe Superfast VII und Superfast VIII eingesetzt. Von Januar bis Ende April 2010 wurden die Schiffe in Tallinn aufgelegt, anschließend nahmen sie den Dienst wieder auf. Am 29. und 30. Dezember 2010 ersetzte Superfast VII die Superstar auf der Route Tallinn-Helsinki wegen eines Werftaufenthaltes.
Im März 2010 kündigte Stena Line an, die Superfast VII und Superfast VIII zu chartern. Seit 21. November 2011 werden die Schiffe jetzt auf der Route Belfast - Cairnryan eingesetzt. Im Dezember 2017 wurden beide Fähren von Tallink/Baltic SF VII an Stena North Sea übergeben, nachdem sie bereits im Juli verkauft wurden.

## Zwischenfälle

### Zwischenfall 2008
Am 31. Oktober 2008 kollidierte die Baltic Princess im Hafen von Helsinki mit der Superfast VII.

### Zwischenfall 2014
Am 10. Dezember 2014 kollidierte die Stena Superfast VII in Loch Ryan Port mit den Fendern. Daraufhin wurden alle Abfahrten auf der Route bis 11. Dezember, 19:30 Uhr abgesagt. Das Schiff kann den Dienst erst wieder aufnehmen, nachdem man es auf mögliche Schäden untersucht hat. Das Schiff wurde nach dem Anlegen sofort entladen.